# Hydroptère
Pour les articles homonymes, voir Hydroptère (homonymie).
Ne pas confondre avec L'Hydroptère, nom déposé d’un voilier prototype de ce type.
Un hydroptère (du préfixe hydro- (du grec ὕδριος / húdrios, « d'eau », de ὓδωρ / hùdõr, « eau »), et du suffixe -ptère (du grec πτερόν / pterón, « aile ») ou hydrofoil (reprise du mot anglais), est un type de bateau dont la coque s’élève et se maintient en équilibre hors de l’eau à partir d'une certaine vitesse grâce à la portance de plans porteurs immergés ou foils, qui fonctionnent selon le même principe qu’une aile d'avion. En supprimant la traînée de frottement et de vague de la coque, cette technique permet soit d’augmenter la vitesse des bateaux soit de réduire leur consommation.

## Terminologie
Le Larousse définit :
- un hydroptère, et son synonyme hydrofoil, comme un « navire rapide muni d'ailes portantes reliées à la coque par des bras et capable, à partir d'une certaine vitesse, de naviguer en position déjaugée »[2] ;
- un foil, de l'anglais éponyme, comme un « plan porteur inclinable destiné aux embarcations susceptibles de déjauger »[3].

Un plan porteur désigne une surface portante, profilée ou non, qui avance dans l'air, dans l'eau ou sur l'eau. Une aile d'avion, un ski sont des plans porteurs.

## Histoire

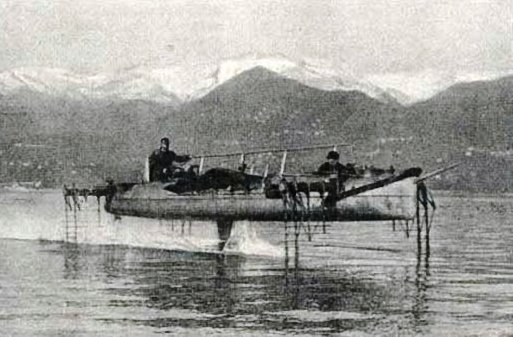
Prototype Forlanini - 1906.

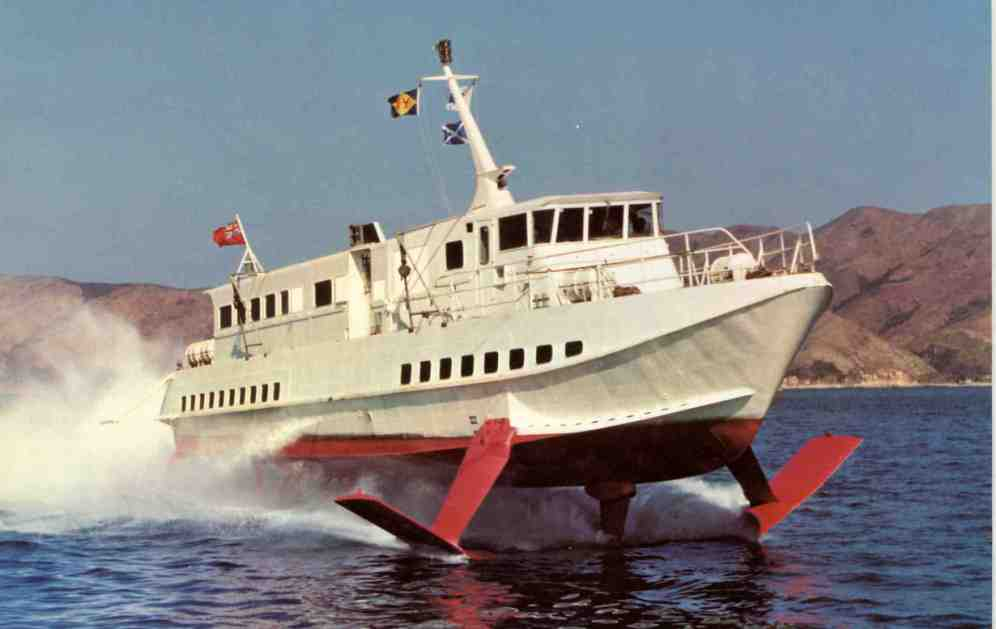
Hydroptère de première génération (Supramar PT 10) - 1953.

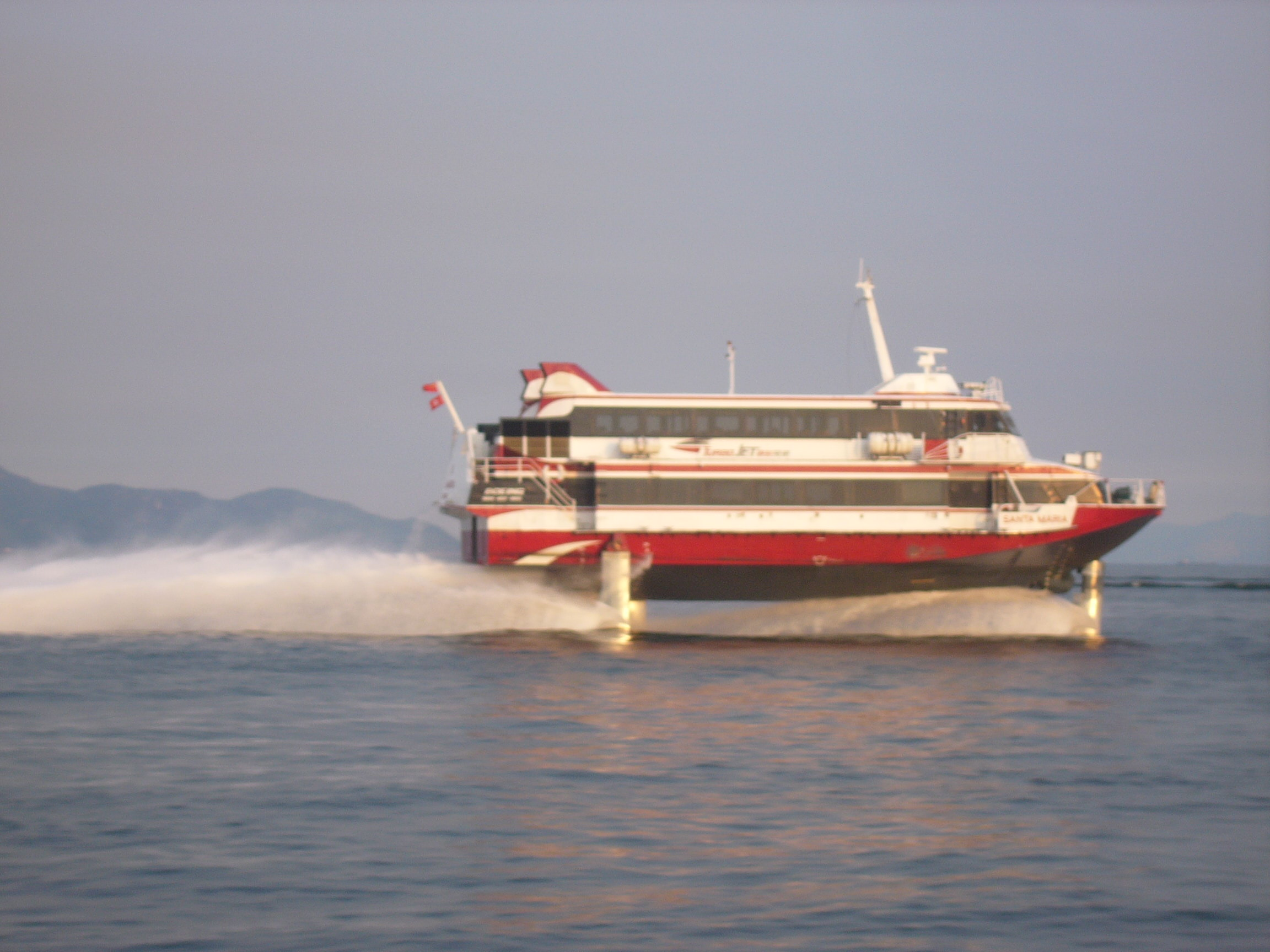
Boeing Jetfoil - 1974.

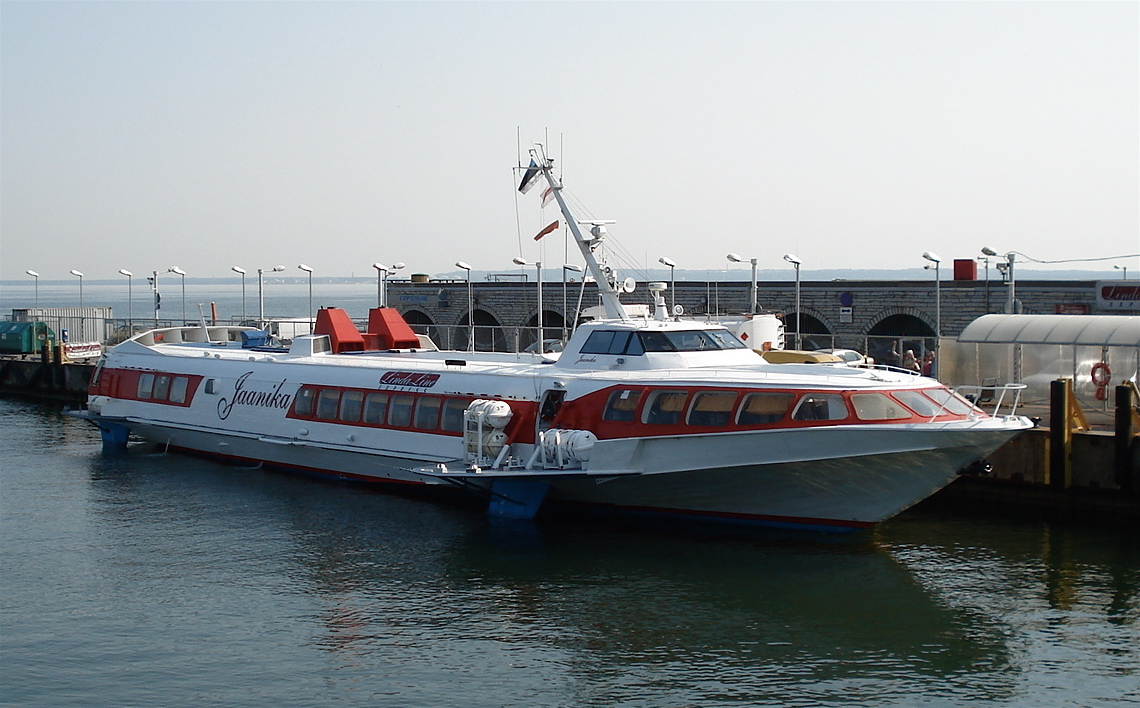
H/S Jaanika - 1994.

En 1861, l'anglais Thomas Moy teste sur un canal un modèle équipé de 3 surfaces portantes, note le déjaugeage dynamique et la réduction de la traînée.
En 1869 le français Emmanuel Farcot, ingénieur mécanicien titulaire de nombreux brevets, dépose un brevet décrivant une embarcation munie de plans porteurs latéraux, horizontaux au départ, puis inclinés quand la coque commence à monter.
À partir de 1894, l'américain William E. Meacham explore le concept d'hydrofoil. Il teste à Chicago en 1897 un modèle remorqué équipé de 5 surfaces portantes. Il publie en 1906 dans Scientific American un article de référence où il expose les principes de base d'un hydroptère.
En 1897, le comte de Lambert expérimente un catamaran équipé de quatre plans transversaux. Avec la vitesse, les coques sortent de l'eau et l'engin est porté par ses surfaces planantes (ou plans porteurs) à la surface. Il s'agit donc d'un hydroplane, fonctionnant en hydroptère seulement pendant la phase d'accélération ; « À une vitesse de 16 km/h, les flotteurs étaient entièrement sortis de l'eau et la machine glissait à la surface sur ses quatre surfaces portantes. »
En 1898, le professeur italien Enrico Forlanini, connu pour ses conceptions de dirigeables, invente ce qui sera appelé l'hydroptère. À l'origine, il voulait tester des foils en vue d'une application sur les avions. Il dépose des brevets en Grande-Bretagne et aux États-Unis pour ses idées et ses conceptions,.
En 1905, il conçoit et construit le premier véritable hydroptère et le teste en 1906 sur le lac Majeur, atteignant 38 nœuds (70 km/h) avec un moteur de 75 ch. Les foils sont du type à échelle, à 4 étages ; la configuration est complexe, avec des plans porteurs fixes et d'autres rétractables à grande vitesse. La propulsion est aérienne.
En 1907, A. Crocco et O. Ricaldoni testent un hydroptère de 8 m de long, propulsé par deux hélices aériennes à pas variable disposées sur des bras en V. La configuration est de type trois points (un avant, deux arrières), les foils en acier sont du type en V (perçant la surface). Avec 100 ch, l'engin aurait atteint 43 nœuds (80 km/h).
En 1907 également, l'américain Peter Cooper Hewitt construit et teste un hydroptère à propulsion par hélice immergée, présentant toute une série de foils décalés en hauteur et en longueur. La configuration montre des foils latéraux avant et des foils axiaux arrières. L'hélice est sur un pied, en attaque frontale (comme sur un avion). Vitesse 26 nœuds (48 km/h).
Fin 1907, le brésilien Alberto Santos-Dumont teste sur la Seine un engin réalisé dans le but d'atteindre 100 km/h pour remporter un pari de 50 000 francs. Présenté parfois comme une hydroplane devant recevoir des ailes par la suite, il s'agirait en fait d'un véritable hydroptère, de configuration trimaran, car il présente un grand foil avant de 4 m d'envergure et un foil arrière (directionnel) d'un mètre. Les essais ne sont pas satisfaisants (problèmes de moteur). Les photos publiées montrent l'engin avec une hélice mais sans moteur.
En 1910, Enrico Forlanini teste un autre modèle équipé de plans porteurs en acier, capable de porter 2 à 4 personnes avec un moteur de 100 ch.
En 1919, Alexandre Graham Bell fait l’essai de son hydroptère sur le lac Bras d’Or sur l’Île du Cap-Breton dans le golfe du Saint-Laurent.
Dans les années 1950, Gordon Baker tente de concevoir un modèle commercialisable. Son prototype atteint les 35 nœuds, mais ne trouve pas de débouchés commerciaux.
En 2008, Alain Thébault atteint les 50 nœuds, soit plus de 90 km/h avec un hydroptère prototype à voile.

## Types de foils
Plusieurs types de foils sont utilisés sur les hydroptères :
- Les foils à échelle (superposés) ; ils ne sont plus utilisés de nos jours ;
- Les foils en V, traversant la surface ;
- les foils obliques (à environ 45°), traversants ou immergés ;
- Les foils en T, en Y inversé, en U, en J, en L.

## Hydroptères civils

### Propulsion à moteur

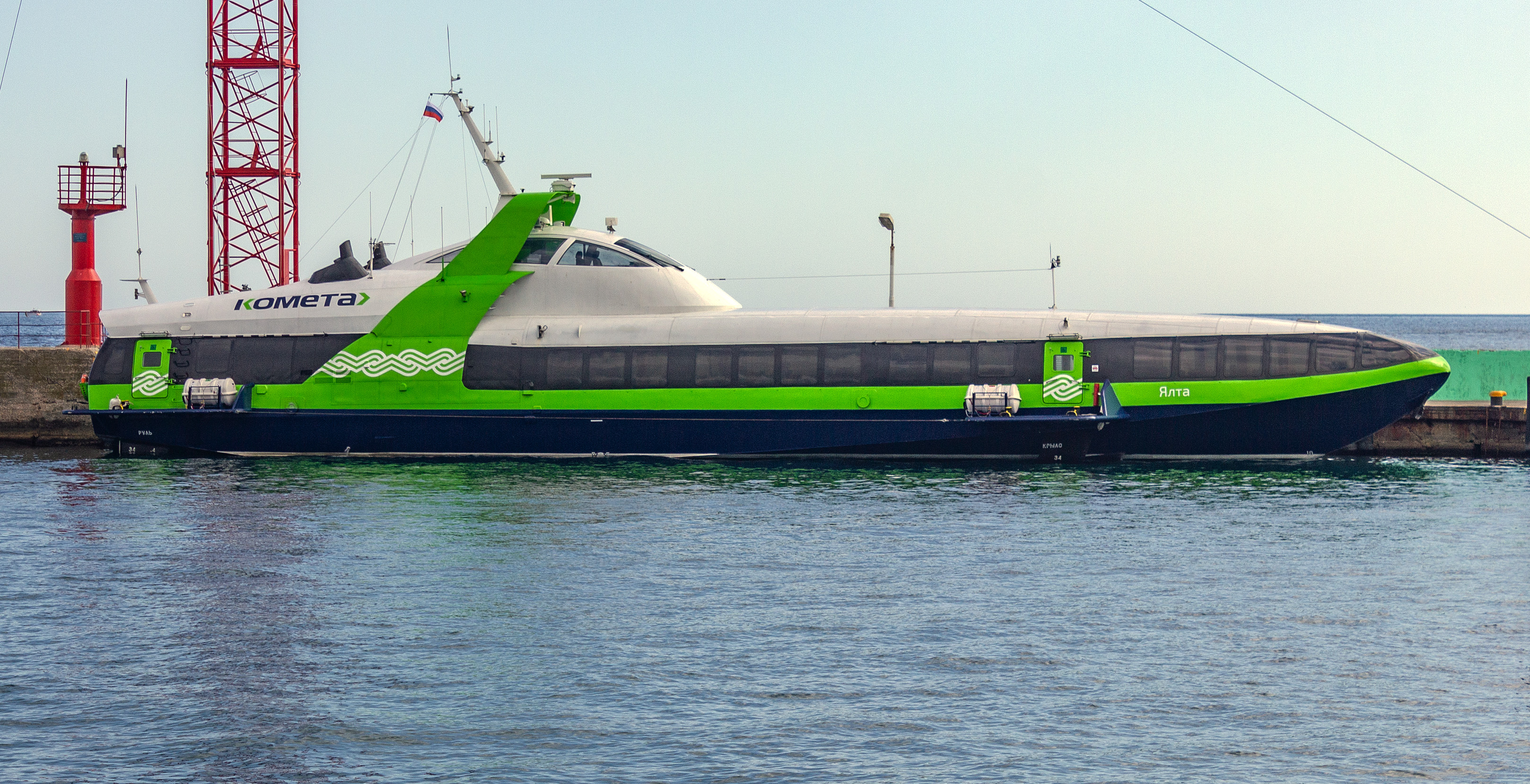
Le Yalta, russe de la classe Comete 120M au port de Touapsé.

Les hydroptères de première génération, à plans porteurs fixes perçant la surface, sont une invention allemande des années 1930 (brevets Schertel-Sachsenberg) reprise en Suisse après la guerre (Supramar), puis en URSS à partir de 1957 (les Raketa, Meteor, Kometa, etc.) et en Italie par Rodriquez (séries PT et RHS).
- le Supramar PT 10 (32 passagers) était en service sur le lac Majeur en 1953.
- le Supramar PT 20 (longueur 21 m, 72 passagers) construit sous licence par Rodriquez est le premier hydroptère ayant effectué un service régulier, entre l'Italie et la Sicile, en 1956. Le Freccia del Sole avait une vitesse de service de 34 nœuds, environ trois fois plus élevée que celle des navires à passagers du moment. Dans les années 1960 ce sont des hydroptères Supramar dénommés CONDOR I, II et III qui desservent les îles Anglo-Normandes à partir de Saint-Malo, toutefois à marée basse le tirant d'eau impressionnant des plans porteurs oblige parfois à se transborder sur une vedette classique à partir de l'îlot de Cézembre ce qui annule le gain de vitesse par rapport aux ferries classiques.

Les modèles dits de deuxième génération, plus sophistiqués, ont des plans porteurs complètement immergés qui nécessitent une stabilisation active. (Voir Navire à grande vitesse)
Le principe de l'hydroptère est également appliqué à des planches de surf propulsées par un hydrojet sur le principe des Motomarines.
La compagnie de navigation italienne Liberty Lines dispose d'une importante flotte composée uniquement d'hydroptères. Elle a mis en service en 2016 le plus gros hydroptère au monde, le Gianni M capable de transporter 350 passagers.

Différents types d’hydroptères
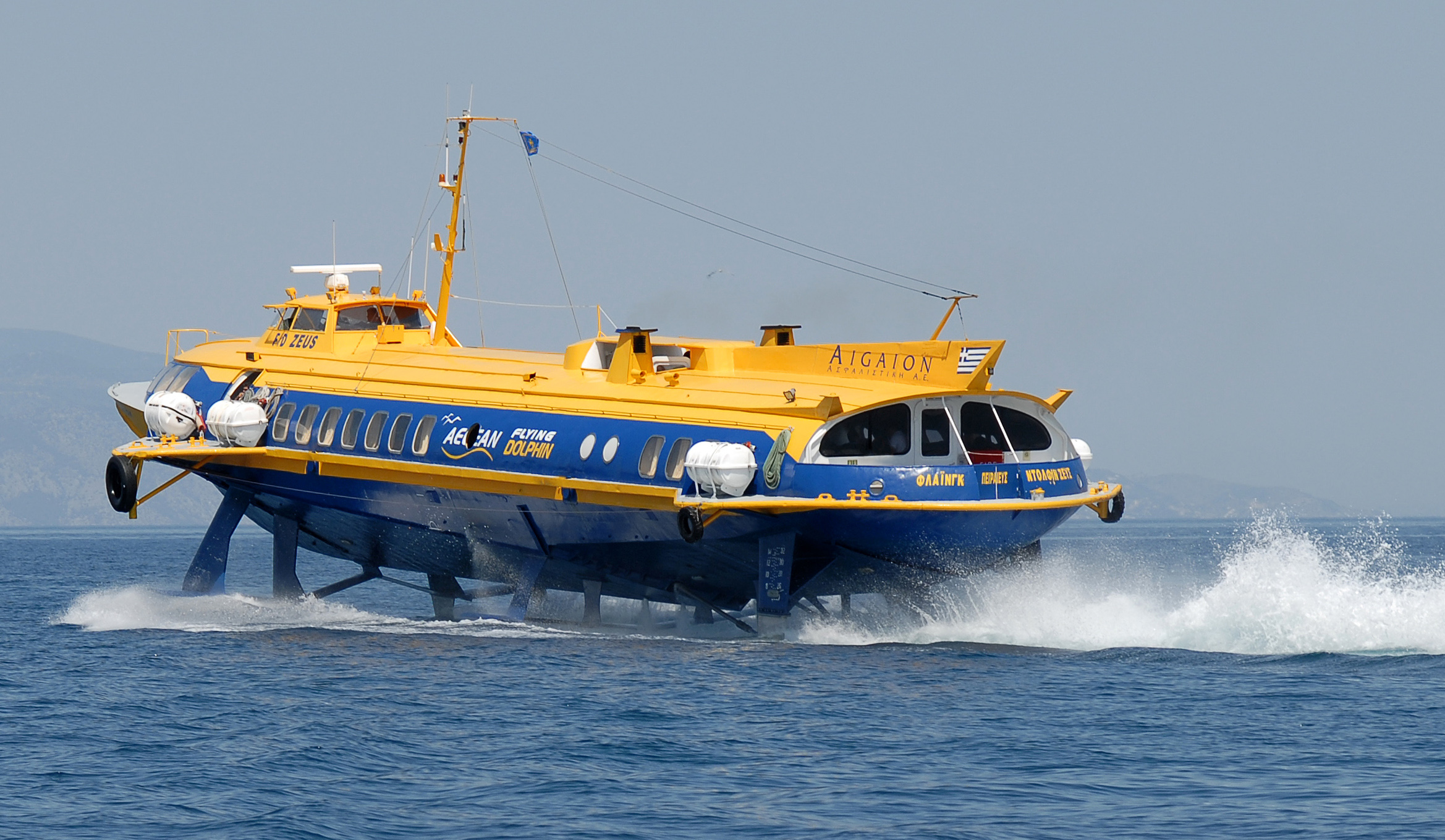
Hydroptère grec Flying Dolphin Zeus, de 1979, naviguant à pleine vitesse.
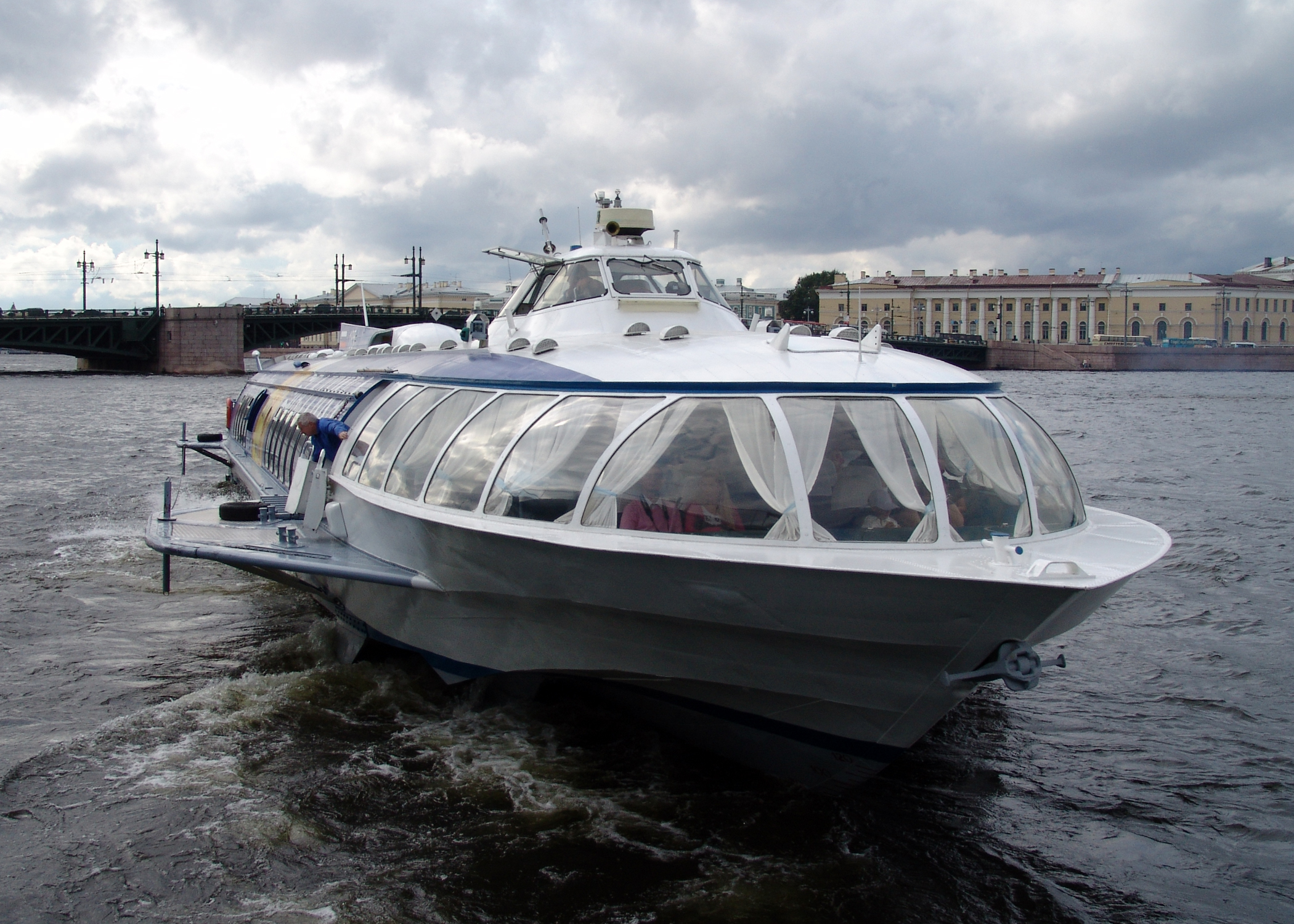
Hydroptère russe à Saint-Pétersbourg.
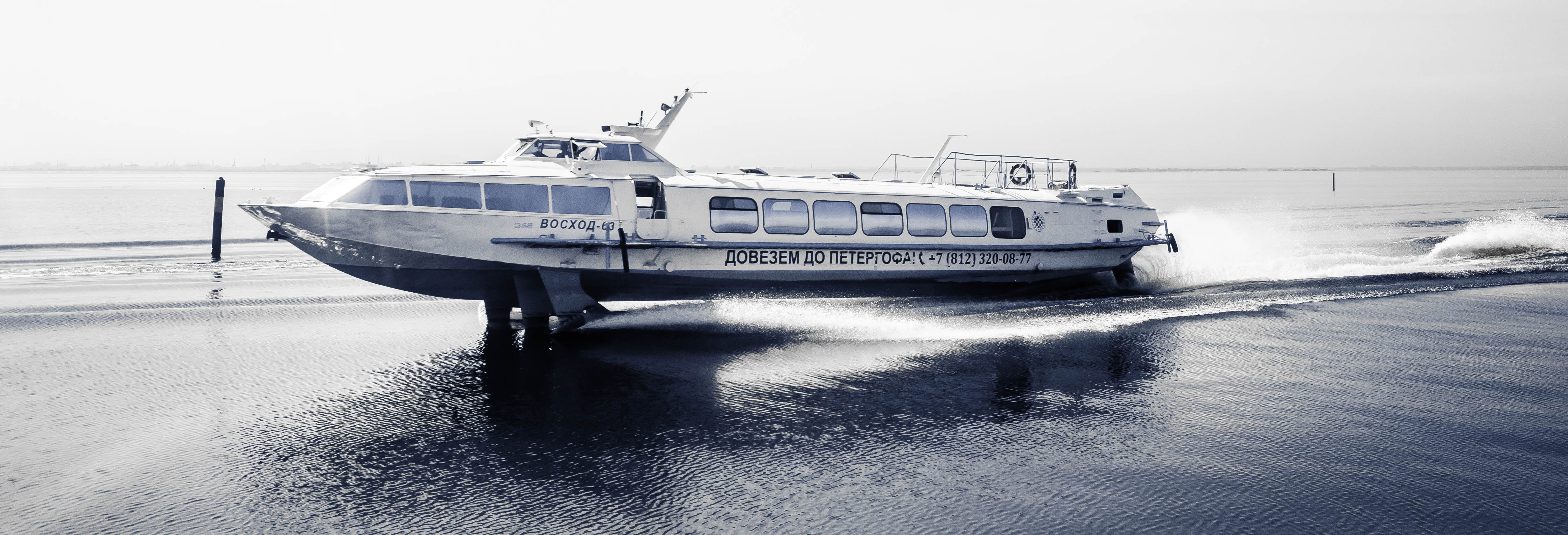
Le Voshkod-63, hydroptère à passagers de 1988.

### Propulsion vélique

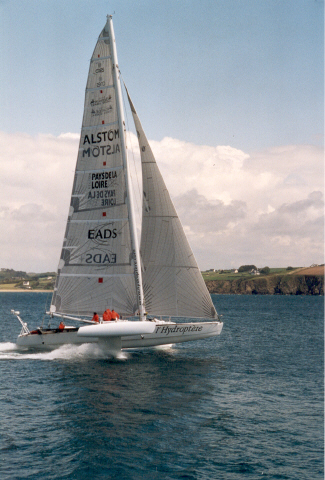
L'Hydroptère d’Alain Thébault.

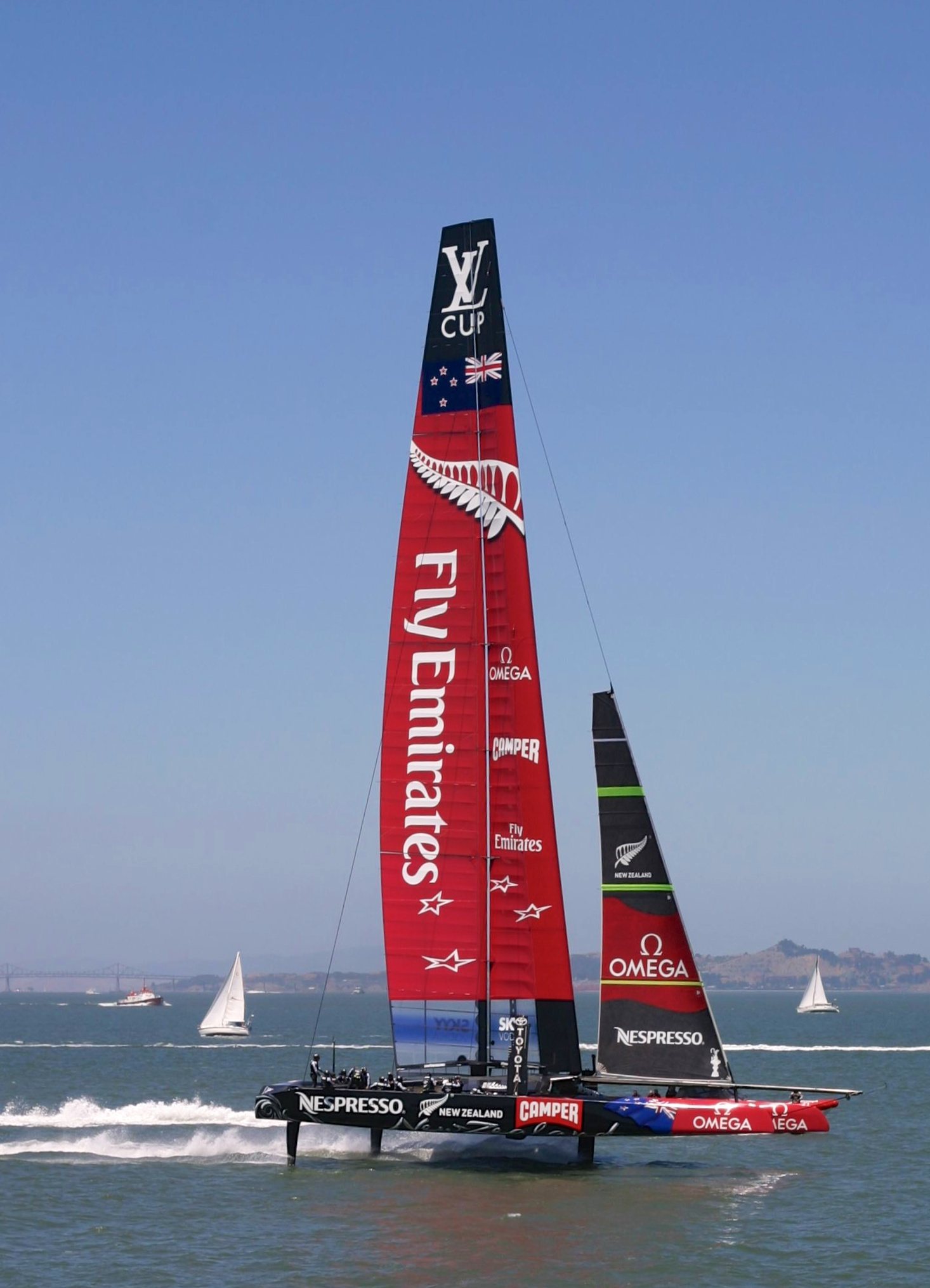
L'AC72 Aotearoa de la Coupe de l'America 2013.

Un hydroptère à voiles peut être défini comme un voilier monocoque ou multicoque qui utilise la portance dynamique (liée à la vitesse) de plusieurs  ailes immergées ou foils, en remplacement de la portance archimédienne de la coque ou des coques.
Historiquement on peut retenir ces modèles connus.
- Le Monitor (américain), de 6 mètres de long, qui a dépassé les 30 nœuds en 1956.
- Le Williwaw, trimaran de 9 mètres de David Keiper, atteignant plus de 20 nds à la fin des années 1960.
- Le catamaran Icarus sur une base de Tornado (catamaran) réalisé par J. Grogono entre 1969 et 1972.
- Entre 1965 et 1978, Claude Tisserand expérimente divers hydrofoils (nommés Véliplanes) en baie de Saint Florent en Corse[15]. Une adaptation sur la coque d'un dériveur olympique 470 est chronométrée à 16 nœuds à Weymouth. La version Véliplane IV de 1976 préfigure l'engin expérimenté par Tabarly, qui donnera naissance au trimaran Paul Ricard, puis au prototype L'Hydroptère[16].
- Le prototype expérimental réalisé en 1976 pour Éric Tabarly à partir d'une coque de Tornado de 6 m de long.
- Le catamaran Techniques Avancées de l'ENSTA ParisTech, lancé en 1989.
- L'Hydroptère dessiné par Alain Thébault et l'équipe de VPLP design, lancé en 1994[17].
- Le Hobbie Trifoiler TF22 par Greg Ketterman.
- Le Moth à foil des années 2000.
- Les catamarans AC72 de la Coupe de l'America 2013.
- Certaines planches à voile sont équipées de foils (le pionnier en ayant été le planchiste allemand Niko Stickl lors de la semaine de vitesse de Weymouth au début des années 1980) : aujourd'hui la technique du foil pour planche à voile est mieux maîtrisée avec des planches spécialement étudiée et des gammes de foils spécialisés. Les débutants utiliseront un foil de forte surface épais et cambré ainsi qu'un mât-aileron vertical (souvent en aluminium extrudé pour des raisons de coût) relativement court (60 cm) alors que les experts et les compétiteurs utiliseront des mâts ailerons) tout carbone de 90 cm et des foils fins et optimisés pour les hautes vitesses. Les planches à voiles à foil (utilisant les gréements classiques à wishbone) sont souvent dénommées Windfoil (contraction de Windsurfer et Foil) à distinguer des planches propulsées par une aile gonflable en tissu à spinnaker en forme de papillon dénommées Wingfoil (contraction des termes wing-aile- et foil).
- Le Wingfoil est d'apparition relativement récente (fin des années 2010) le flotteur ― parfois gonflable ― et l'aile ne sont pas reliés (le pratiquant doit utiliser un "leash" , un filin de sécurité spiralé) relié à la taille ou au poignet. Il existe les mêmes différences entre le matériel débutants et celui des experts et compétiteurs que pour le Windfoil.
- Le foil est de plus en plus utilisé en kitesurf depuis que Marc Blanc a inauguré son usage en course en 2009[18]. Le terme kitefoil est parfois utilisé pour désigner ce support, il prête à confusion car il désigne les ailes (cerfs-volants) à caisson en anglais.

Divers types d'hydrofoil
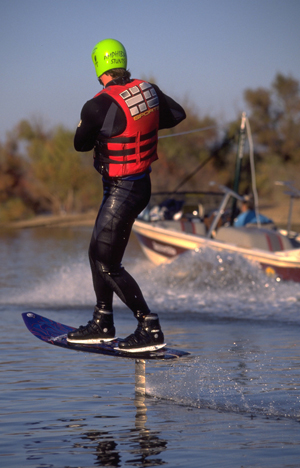
Un skieur nautique montant une planche d'hydrofoil.
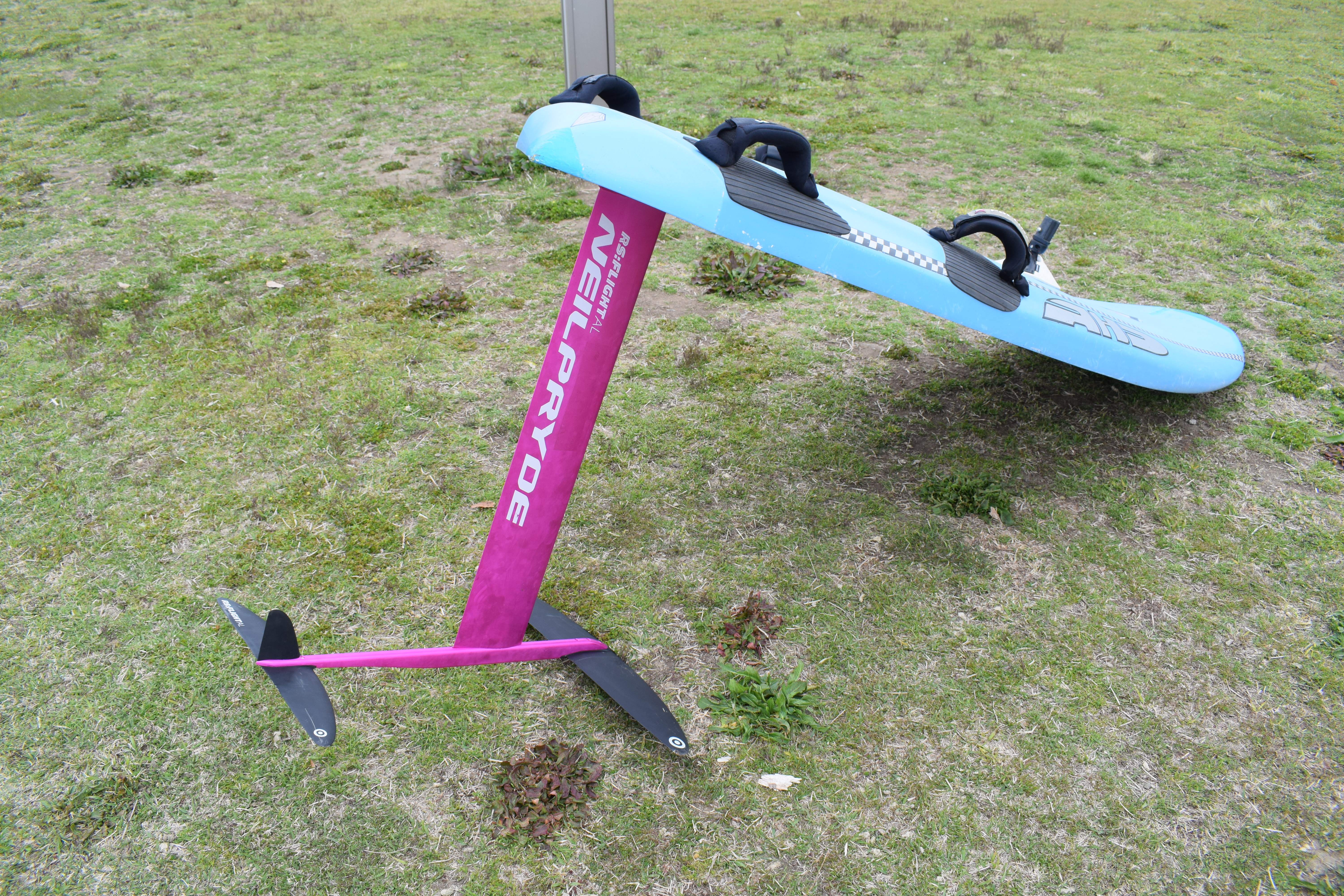
Planche d'hydrofoil.
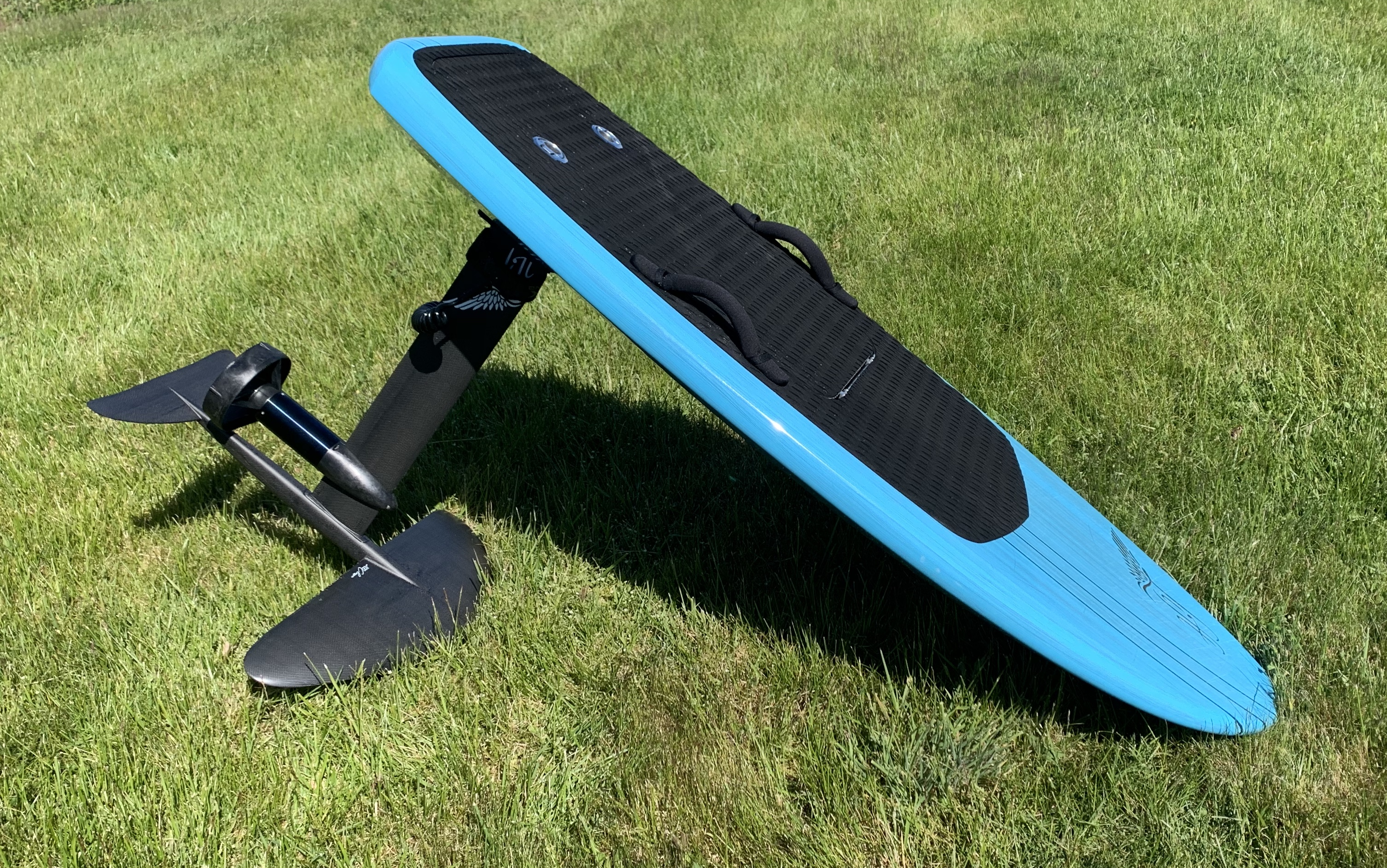
Hydrofoil électrique.

## Hydroptères militaires

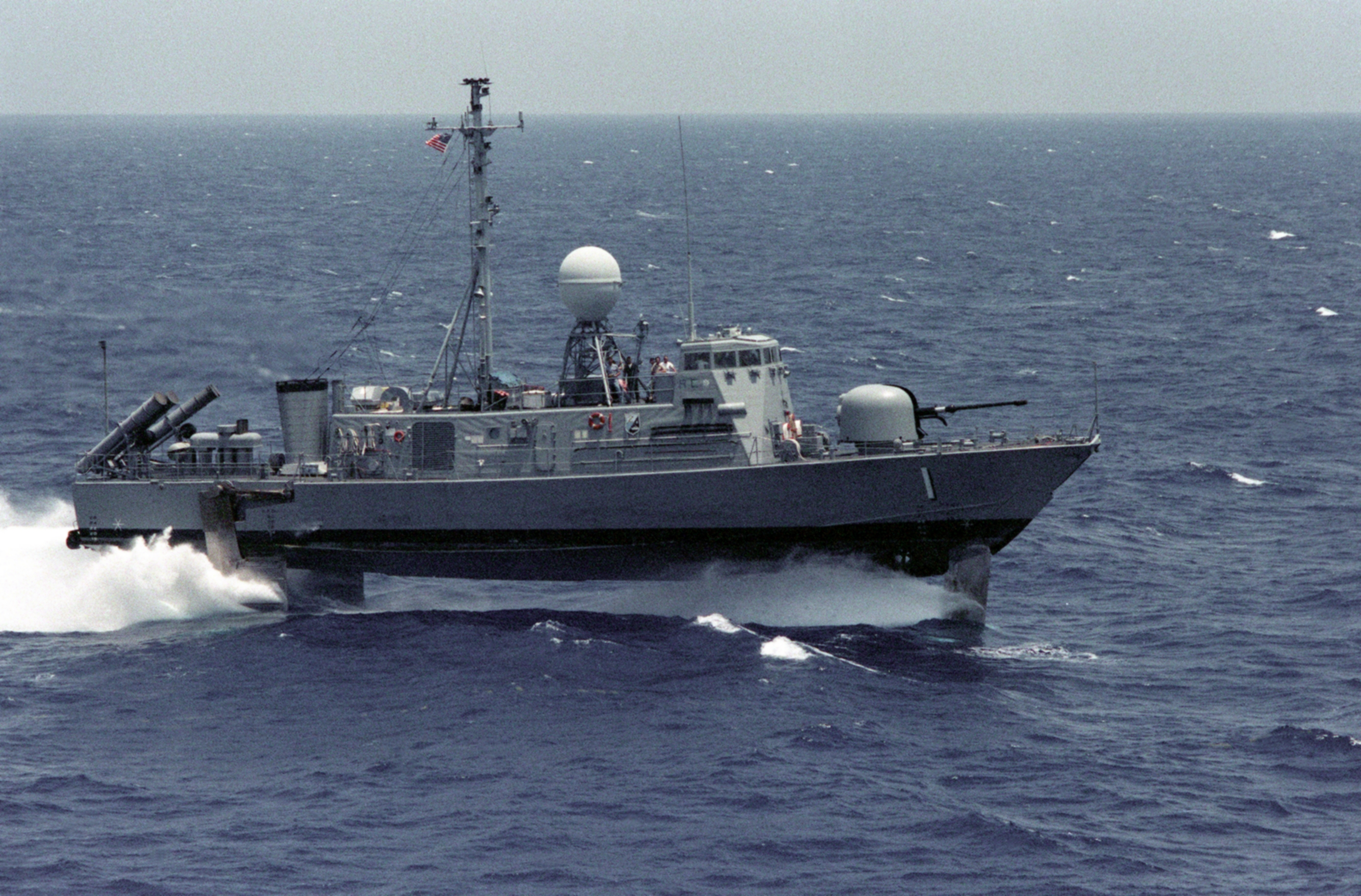
Boeing PHM Pegasus en 1974

Plusieurs modèles soviétiques et chinois ont été construits en grande série.
Le constructeur Boeing a construit pour la marine américaine des hydroptères de la classe PHM Pegasus (PHM signifie Patrol Hydropter Missile). Motorisés par une turbine de 18 000 ch, ces hydroptères étaient capables de naviguer à 48 nœuds (89 km/h). Jugés coûteux à exploiter ils n'ont pas eu de descendance : sur six bâtiments construits, quatre ont été mis à la ferraille, le cinquième d'abord converti en yacht a été ferraillé en 2010 et le dernier exemplaire est conservé comme navire musée.
La Marine américaine lança en 1966 un très gros hydroptère, l'USS Plainview : 310 tonnes, 67 mètres de long équipé d'une machinerie surpuissante : rien moins que deux turboréacteurs d'avion General Electric G79 (utilisés entre autres sur les chasseurs Starfighter F104 et une  version d'exportation de la Caravelle) entraînant des turbines et des hélices marines, une installation développant au total 28 000 ch, complétée par deux moteurs diesel classiques pour la croisière à allure réduite et les manœuvres de port.
La coque en aluminium fut réalisée par une filiale de Lockheed Seattle. Capable de vitesses de l'ordre de 40 nœuds, l'USS Plainview n'effectua qu'un total de 268 h de vol déjaugé sur foils. C'est aujourd'hui une épave partiellement dépecée, à l'abandon sur un banc de vase de la Columbia river.
La marine canadienne s'intéressa aussi aux hydroptères et fit construire en 1965 un navire expérimental, destiné à la lutte anti sous-marins, le NCSM Bras d'Or (du nom du lac canadien où Graham Bell avait expérimenté un hydroptère au tout début du XXe siècle). Réalisé en aluminium par l'avionneur De Havilland Canada pour la coque et doté d'une propulsion mixte (diesel + turbine à gaz, pour un total de plus de 50 000 ch et une vitesse de presque 60 nœuds), c'était un navire très en avance sur son époque... peut-être trop. Lancé en 1966, le Bras d'Or vit sa mise en service retardée de deux ans par un incendie dans la salle des machines, puis ses essais tournèrent au cauchemar d'ingénieur avec des dysfonctionnements de l'ordinateur de bord et des systèmes de propulsion, qui lui valurent l'humiliation de rentrer à maintes reprises en remorque à son port d'attache. Désarmé à Halifax, le navire fut finalement exposé en 1983 comme bateau-musée à l'Islet sur Mer près de Québec. Au total la construction et les essais auraient coûté plus de 52 millions de dollars canadiens.

Différents types d’hydroptères
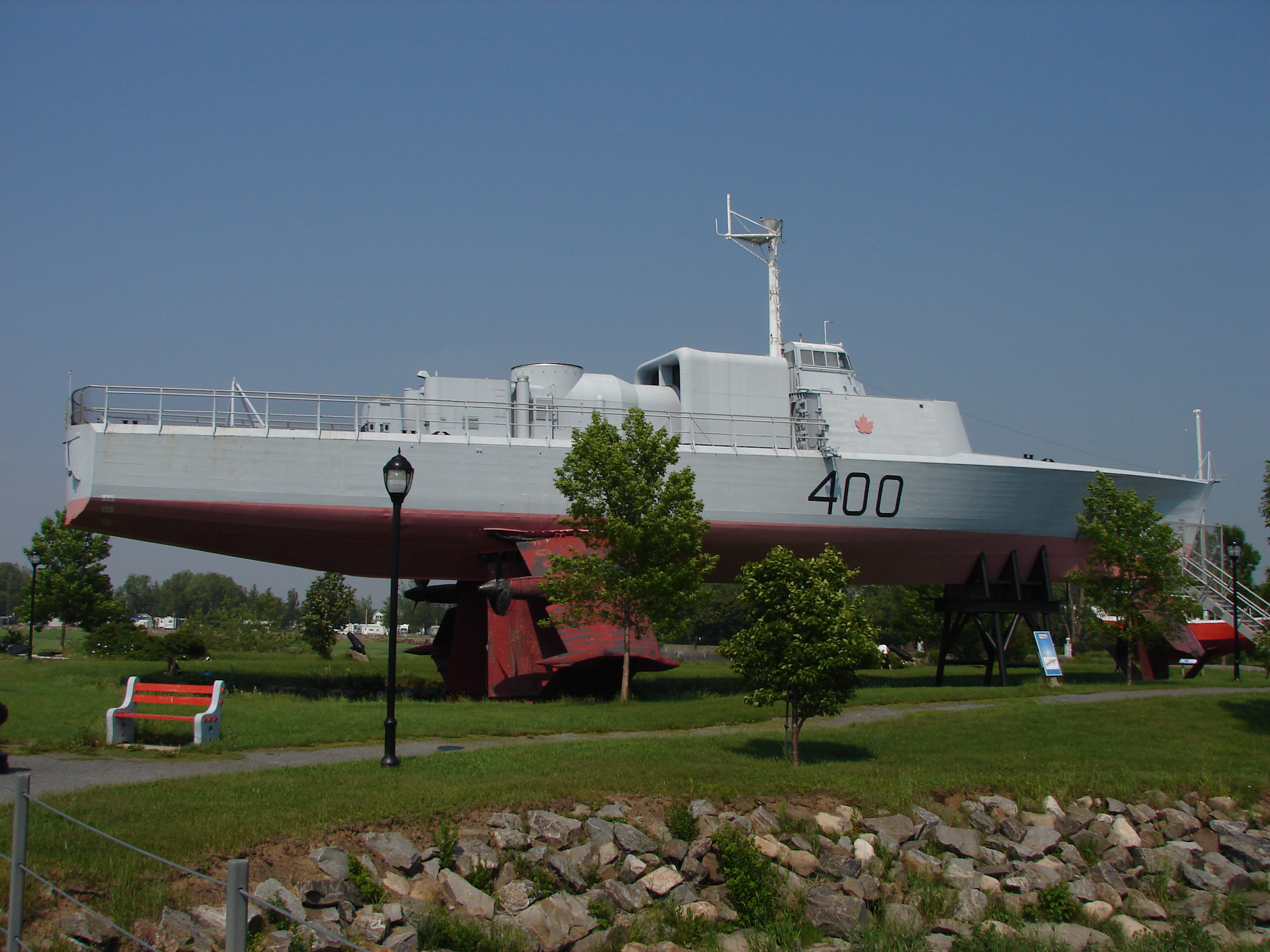
Hydroptère canadien NCSM Bras d'Or (FHE 400).
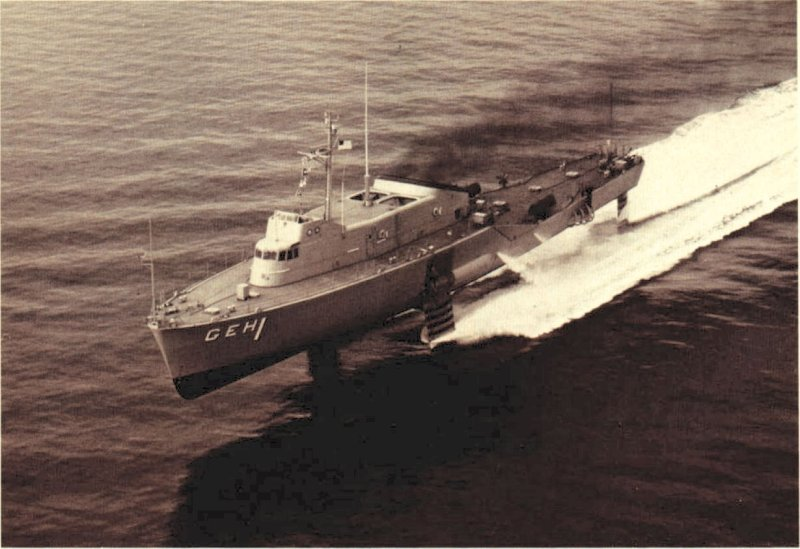
USS Plainview - 1965.
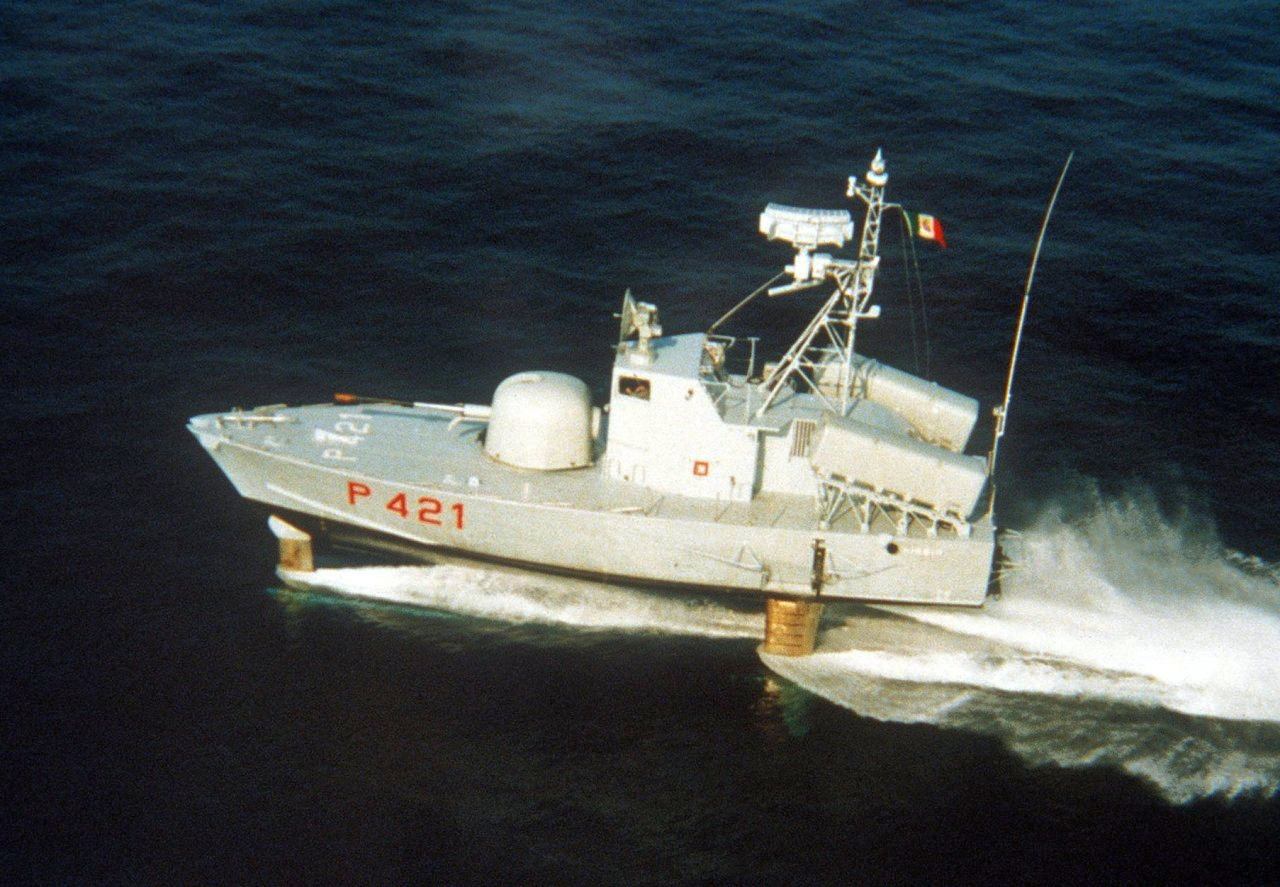
Hydroptère Nibbio (P 421) de la marine italienne - 1982.

## Au cinéma
Le film  Opération Tonnerre de la série des James Bond met en scène un hydroptère baptisé le Disco Volante (en fait un Supramar PT20 camouflé en yacht classique moyennant l'ajout d'une poupe factice). L'hydroptère permet au « méchant » de l'affaire, le sinistre espion Largo, de s'enfuir à toute vitesse avant de s'écraser en flammes sur un îlot rocheux des Bahamas. L'engin et sa conversion avec la poupe gigogne et ses « gadgets » variés auraient coûté un demi-million de dollars (de 1965) à la production.